# Лангия древесницевидная
Лангия древесницевидная (лат. Langia zenzeroides ) — бабочка из монотипического рода Langia в составе семейства бражников (Sphingidae).

## Описание
Размах крыльев 100—156 мм. Передние крылья имеют приострённую вершину, их наружный край зубчатый. Крылья самца уже и темнее окрашены, чем у самки. Крылья и туловище бабочек обоих полов покрыты напылением из серых чешуек. На ногах имеются длинные шпоры. Хоботок короткий.  Усики длинные, веретеновидные с заострённой и крюковидно загнутой вершиной. Брюшко покрыто прилегающими чешуйками

- Langia zenzeroides zenzeroides Самец
- Langia zenzeroides zenzeroides Самец (испод крыльев)
- Langia zenzeroides zenzeroides Самка
- Langia zenzeroides zenzeroides Самка (испод крыльев)

## Ареал
Вид обитает в северной Индии, Северном Пакистане, восточной и южной части Китая, Южной Корее, на севере Таиланда, в Северном Вьетнаме, Японии и Тайване.

## Подвиды
- Langia zenzeroides zenzeroides (Индия, восточный и южный Китай, Южная Корея, северный Таиланд и северный Вьетнам)[1]
- Langia zenzeroides nawai Rothschild & Jordan, 1903 (Япония)[4]
- Langia zenzeroides formosana Clark, 1936 (горы Тайваня)[5]

- Langia zenzeroides formosana ♂
- Langia zenzeroides formosana ♂  △
- Langia zenzeroides formosana    Самка
- Langia zenzeroides formosana Самка △

- Langia zenzeroides nawai ♂
- Langia zenzeroides nawai ♂   △
- Langia zenzeroides nawai ♀
- Langia zenzeroides nawai ♀  △

## Биология
В северном Китае развивается одно поколение в год; время лёта бабочек — с апреля по май. В Корее время лёта с конца апреля до середины мая. На территории Таиланда бабочки встречаются с марта по май. Бабочки не питаются (афагия) и живут за счет запаса питательных веществ, которые были накоплены на стадии гусеницы.
Самки после спаривания откладывают яйца на нижней стороне листьев кормовых растений гусениц. Яйца овальной формы, вначале имеют зеленоватую окраску, затем становятся ярко-рыжими. Взрослая гусеница достигает длины 125 мм. Кормовым растением гусениц является Prunus persica, а также большинство представителей семейства Rosaceae. Голова гусеницы круглой формы, тело цилиндрическое. Голова и тело покрыты белыми волосками. Окраска головы бледно-зелёная, тела — желтовато-зелёная. 
Куколка серо-стального, иногда почти чёрного цвета, длиной 45—50 мм. Зимует куколка.